# نادي أنيانغ لكرة السلة
نادي أنيانغ لكرة السلة (هانغل: 안양 KGC인삼공사 농구단) هو فريق كرة سلة كوري جنوبي للمحترفين تأسس في سنة 1992.

## الإنجازات

### الدوري الكوري لكرة السلة
الفوز (1): 2011–12